# Provincia di Léraba
La provincia di Léraba è una delle 45 province del Burkina Faso, situata nella regione delle Cascate. Il capoluogo è Sindou.

## Struttura della provincia
La provincia di Léraba comprende 8 dipartimenti, di cui 1 città e 7 comuni:

### Città
- Sindou

### Comuni
- Dakoro
- Douna
- Kankalaba
- Loumana
- Niankorodougou
- Ouéleni
- Wolonkoto